# Adolphe Ferdinand Moreau
Adolphe Ferdinand Moreau, né le 7 octobre 1827 à Paris et mort à Fère-en-Tardenois le 4 juillet 1882, est un peintre, collectionneur d'art et conseiller d'État français.

## Biographie
Adolphe Ferdinand Moreau est le fils de Adolphe Ferdinand Moreau (1800-1859) et de Françoise Marie Gauldrée-Boilleau.
En 1859, il épouse à Paris Marie Camille Nélaton. Leur fils Étienne deviendra peintre également.
Il meurt à Fère-en-Tardenois à l'âge de 54 ans. Il est inhumé au cimetière de Montmartre.